# Miriam Caprile
Myriam Caprile (24 de mayo), es una periodista y crítica teatral uruguaya. 

## Biografía
Es licenciada en Ciencias de la Comunicación Social, de la Universidad Católica egresada en 1982. Realizó un postgrado en Periodismo Cultural en Tokio, Japón en 1989 y tiene una especialización en televisión en la Universidad de California (UCLA) en 1995.
Trabajó en el periódico La Mañana y en Últimas Noticias. Fue integrante durante 30 años del jurado de los Premio Florencio, galardones al teatro uruguayo desde 1989 al 2019.
Forma parte y es vicepresidenta de la Asociación Críticos Teatrales del Uruguay (ACTU). Es la directora del sitio web PlateaVip.
Caprile formó parte de la dirección artística y programación del 20º Festival Internacional Piriápolis de Película realizado en el Hotel Argentino en 2023.
Myriam Caprile fue galardonada con el Premio Legión del Libro otorgado por la Cámara Uruguaya del Libro.